# Rašporski ponor
Rašporski ponor (tal. Abisso Bertarelli, slov. Žankana jama) je krški ponor smješten južnije od naselja Rašpora, na desnom zavoju ceste Lanišće–Trstenik (Lanišće), na dijelu uzdignutog i prilično zaravnjenoga prostora Ćićarije . Nakon prolaska kroz ovalni ukošeni ulaz i terasasto položen stotinjak metara dug ulazni kanal silazi se na dubinu od 60 m. Na tome mjestu započinje okomica duboka 180–200 m. Dalje slijedi strma kosina od vrlo uskih i zavojitih kanala s nizom bočnih odvojaka i suženja, dosad istraženih u ukupnoj dužini od 1240 m. Danas dostupno dno ponora nalazi se 365 m ispod razine ulaza, odnosno kota je na oko 330 m nadmorske visine. Slivno područje toga ponora ima površinu od samo nekoliko desetaka četvornih kilometara na flišnoj podlozi, pa se nakon svakog obilnoga pljuska voda u nj brzo slije. Hidrogeološkim promatranjem poniranja površinskih tokova vode u tom dijelu ćićarijskoga prostora unutar navlačnih struktura ustanovljeno je njihovo pojavljivanje na izvorima u kršu Istre, prema Opatiji, Čepićkom polju i izvoru Sveti Ivan.